# حبیب کاووش
حبیب کاووش (۱۶ آبان ۱۳۲۳، تهران – ۲۴ اسفند ۱۳۹۷، تهران) کارگردان، فیلم‌نامه‌نویس و تهیه‌کننده سینمای اهل ایران بود. 

## زندگی‌نامه
او در سال ۱۳۲۳ در تهران به دنیا آمد. فعالیت هنری را از سال ۱۳۴۳ با عضویت در گروه تئاتر آناهیتا آغاز کرد و با کارگردانی فیلم آب در سال ۱۳۵۳ وارد فعالیت سینمایی شد.
کاوش در اوایل دهه ۱۳۹۰ سخنگوی شورای صنفی نمایش بود
و محفل ایکس (۱۳۸۳) آخرین فیلم سینمایی است که او کارگردانی کرده.

## درگذشت

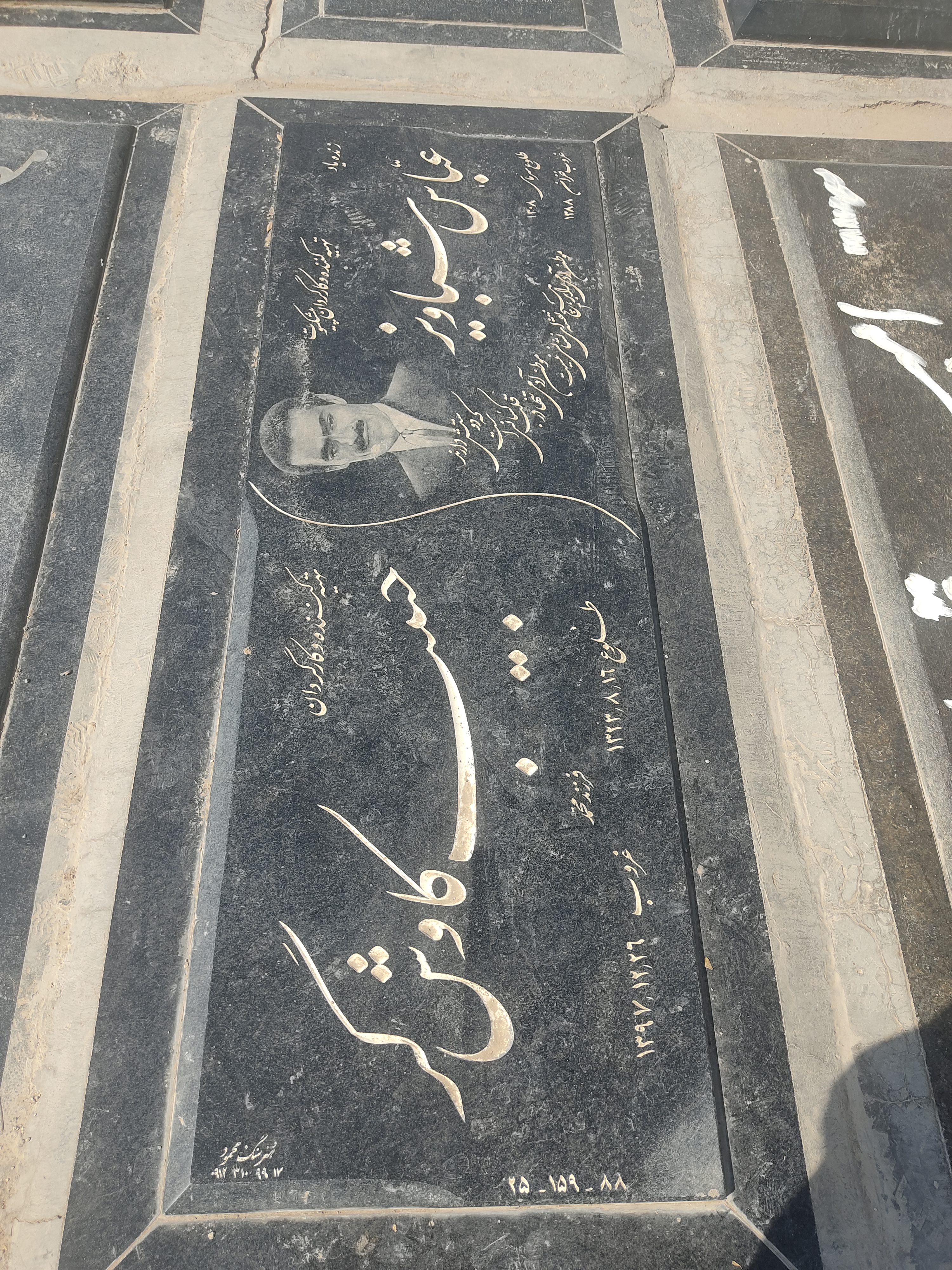
قبر حبیب کاووش در قطعه هنرمندان بهشت زهرا

حبیب کاووش در عصر جمعه ۲۴ اسفند ۱۳۹۷ در سن ۷۴ سالگی به علت سرطان درگذشت.

## فیلم‌شناسی

### کارگردان
- محفل ایکس (۱۳۸۳)
- امید (۱۳۷۰)
- آتش پنهان (۱۳۶۹)
- دادشاه (۱۳۶۲)
- فصل خون (۱۳۶۰)
- پرواز در قفس (۱۳۵۷)
- آب (۱۳۵۳)

### فیلم‌نامه‌نویس
- محفل ایکس (۱۳۸۳)
- آتش پنهان (۱۳۶۹)
- دادشاه (۱۳۶۲)
- فصل خون (۱۳۶۰)
- آب (۱۳۵۳)

### تهیه‌کننده
- محفل ایکس (۱۳۸۳)
- امید (۱۳۷۰)
- آتش پنهان (۱۳۶۹)
- دادشاه (۱۳۶۲)